# 井川耕一郎
井川 耕一郎（いかわ こういちろう、1962年7月27日 - 2021年11月25日）は、日本の映画監督、脚本家である。映画美学校フィクション・コース講師。立教大学文学部文学科文芸・思想専修講師。1990年代より主にVシネマの脚本を手がける。監督作品に『寝耳に水』や『西みがき』等の短篇のほか、商業映画初監督作『色道四十八手 たからぶね』、脚本作品に『黒い下着の女教師』や『喪服の未亡人 欲しいの…』などがある。

## 経歴
1962年（昭和37年） 7月27日、東京都世田谷区に生まれる。その後、千葉県船橋市に移り、1978年（昭和53年）4月、千葉県立千葉高等学校に進学した。同校の1学年上に、のちの映画監督の塩田明彦がいた。
同校卒業後、早稲田大学政治経済学部経済学科に進学、同学在学中に早大シネマ研究会に所属、映画製作を行なう。1986年（昭和61年）に製作を手がけ、福本淳とともに撮影技師も務めた監督・脚本作『ついのすみか』（8mmフィルム、35分）を完成、翌1987年（昭和62年）、同作が第10回ぴあフィルムフェスティバル入選を果たす。同作は、同年にはイタリアのトリノ国際映画祭、翌年には1988年（昭和63年）にはベルギーで行なわれたブリュッセル・スーパー8&ビデオ・フェスティバルにも出品された。同作の撮影技師をつとめた福本はのちに撮影監督になり、録音技師を務めた山岡隆資は現在は映画監督として知られる。早大シネマ研究会の先輩にあたる高橋洋によれば、井川は当時から神代辰巳のリハーサル手法に着目し、「俳優の生理に迫って演技を引き出す独自のリハーサルの方法論」を実践していたという。1989年（平成元年）8月18日、高橋同様に先輩にあたる島田元が創刊した季刊誌『映画王』に参加、1990年（平成2年）2月18日に発行された第3号、同年5月18日に発行された第4号において、井川は、高橋とともに大和屋竺へのインタビューを行った。
1993年（平成5年）、『のぞき屋稼業』（監督後藤大輔）で商業脚本家としてデビューした。その後、『女課長の生下着 あなたを絞りたい』（監督鎮西尚一）、『黒い下着の女教師』（監督常本琢招）、『のぞき屋稼業9 恥辱の盗撮』（監督大工原正樹）、『痴漢白書10』（監督山岡隆資）、『片目だけの恋』（監督渡辺護）などの脚本を手がける。1998年（平成10年）10月、映画美学校で第2期「演出・脚本部門」講師に就任する。2000年（平成12年）、同校の生徒とのコラボレーション作品『寝耳に水』を監督し、同年の東京フィルメックスに出品されたほか、2007年（平成19年）に劇場公開される。2009年（平成21年）7月2日・15日には東京国立近代美術館フィルムセンターで『ついのすみか』が上映された。同年、渡辺護のために『色道四十八手 たからぶね』の脚本を執筆するも、製作が延期になり、同年12月、井川が構成・撮影を務める「渡辺護自伝的ドキュメンタリー」シリーズの撮影を開始する。同作は第1部・第2部の長篇のほか短篇8篇を含めた全10部からなり、撮影期間は翌2010年（平成22年）12月までほぼ1年かかった。
2012年（平成24年）3月9日、「映芸シネマテークvol.12」として、井川が脚本を手がけた『姉ちゃん、ホトホトさまの蠱を使う』（監督大工原正樹）とともに監督作『西みがき』『玄関の女』が上映され、大工原とのトークを行なった。2013年（平成25年）12月7日 - 同8日、名古屋のシアターカフェで「脚本家&監督 井川耕一郎の世界」が開催され、『寝耳に水』『玄関の女』『弱い魂』の3作品の上映と、シナリオ講座および伊藤大輔についてのレクチャーを行った。高橋洋によれば、井川のレクチャーには定評があり、「受講生以上に、万田邦敏はじめ講師陣に強い影響を与えてきた」という。
井川が脚本を執筆した『色道四十八手 たからぶね』は「ピンク映画50周年記念作品」として製作されることになったが、「ピンク映画50周年」にあたる2012年には製作のめどが立たなかった。その後、準備中であった2013年（平成25年）12月24日に渡辺護が死去、2014年（平成26年）、同作を自ら監督することになった。同作は、井川の商業映画初監督作となり、同年10月4日にユーロスペースで公開された。2015年（平成27年）1月19日に発表された『映画芸術』誌の「2014年日本映画ベストテン」で、同作は『まほろ駅前狂騒曲』（監督大森立嗣）とともに同率9位に選ばれた。
2021年10月に入り体調不良が続き、11月23日大学の講義を追えた後、11月24日未明に救急搬送され、11月25日に死去。肝硬変末期であった。

## フィルモグラフィー
井川が関わった作品の一覧である。
- せなせなな（1986年） - 監督
- ついのすみか（1986年） - 製作・監督・脚本・撮影（第10回ぴあフィルムフェスティバル入選、トリノ国際映画祭出品）
- のぞき屋稼業（監督後藤大輔、1993年） - 脚本
- パチンカー奈美2（監督光石冨士朗、1993年） - 脚本
- 成田アキラのテレクラ稼業（監督常本琢招、1994年） - 脚本
- 女課長の生下着 あなたを絞りたい（監督鎮西尚一、1994年） - 脚本
- ゴト師株式会社 III（監督後藤大輔、1994年） - 脚本
- 人妻玲子 調教の軌跡（監督常本琢招、1995年） - 脚本
- のぞき屋稼業7（監督常本琢招、1995年） - 脚本
- 黒い下着の女教師（監督常本琢招、1996年） - 脚本
- のぞき屋稼業9 恥辱の盗撮（監督大工原正樹、1996年） - 脚本
- ニューハーフ物語 わたしが女にもどるまで（監督山岡隆資、1997年） - 脚本
- 痴漢白書10（監督山岡隆資、1998年） - 脚本
- 寝耳に水（2000年） - 監督・脚本[3][8]（東京フィルメックス出品）
- 私の骨（監督荻野憲之、2001年） - 脚本
- ダムド・ファイル（テレビ映画、2003年） - 脚本[9]
- 片目だけの恋（監督渡辺護、2004年） - 脚本
- 赤猫（監督大工原正樹、2004年） - 脚本
- スパイ道（テレビ映画、2005年） - 出演
- ホッテントットエプロン スケッチ（監督七里圭、2006年） - 出演
- 西みがき（2006年） - 監督・脚本[8]
- 殺しのはらわた（監督篠崎誠、2006年） - 出演
- ミニチカ 完全版（監督大工原正樹、2007年） - 出演
- 喪服の未亡人 欲しいの…（監督渡辺護、2008年） - 脚本
- 玄関の女（オムニバス映画『十三日の金曜日』、2011年） - 監督[3]
- 姉ちゃん、ホトホトさまの蠱を使う（監督大工原正樹、2011年） - 脚本
- 「渡辺護自伝的ドキュメンタリー」シリーズ（2011年 - 2012年）
  1. 糸の切れた凧 渡辺護が語る渡辺護（2011年） - 撮影・構成
  2. つわものどもが遊びのあと 渡辺護が語るピンク映画史（2012年） - 撮影・構成
  3. 渡辺護が語る自作解説 弁天の加代を撮る（2012年） - 撮影・構成
  4. 渡辺護が語る自作解説 エロ事師を撮る（2012年） - 撮影・構成
  5. 渡辺護が語る自作解説 緊縛ものを撮る(一) 拷問ものから緊縛ものへ（2012年） - 撮影・構成
  6. 渡辺護が語る自作解説 緊縛ものを撮る(二) 処女作への回帰（2012年） - 撮影・構成
  7. 渡辺護が語る自作解説 緊縛ものを撮る(三) 権力者の肖像（2012年） - 撮影・構成
  8. 渡辺護が語る自作解説 事件ものを撮る（2012年） - 撮影・構成
  9. 渡辺護が語る自作解説 新人女優を撮る（2012年） - 撮影・構成
  10. 渡辺護が語るピンク映画史(補足) すべて消えゆく ピンク映画1964-1968（2012年） - 撮影・構成
- 弱い魂（2012年） - 監督[3]
- 色道四十八手 たからぶね（2014年）- 監督・脚本

## ビブリオグラフィ
国立国会図書館蔵書等にみる書籍・論文等の書誌である。
- KINEJUN CRITIQUE『カーリー・スー』井川耕一郎 :  『キネマ旬報』第1072号所収、キネマ旬報社、1991年12月発行、p. 70-71.
- 『荒野のダッチワイフ 大和屋竺ダイナマイト傑作選』、大和屋竺、フィルムアート社、1994年5月発行 ISBN 4845994291 - 高橋洋・塩田明彦とともに編集
- 特別企画「増村保造の映画世界」増村保造・轟夕起夫・勝新太郎・大島渚・井川耕一郎・矢島翠・桂千穂・滝本誠 : 『キネマ旬報』第1157号所収、キネマ旬報社、1995年4月発行、p. 123-131 .
- 『ゴーストムービーについての六つのノート』 : 『ユリイカ』第29巻第13号所収、青土社、1997年10月発行、p. 274-283.
- 「作家通信」芦沢俊郎・井川耕一郎・久貴千彩子・輿水泰弘 : 『シナリオ』第54巻第2号通巻第595号所収、日本シナリオ作家協会、1998年2月発行、p. 106-107.
- 『馬鹿は時間の無駄 「日活ロマン帝国の逆襲」について』 : 『映画芸術』第48巻第1号通巻第384号所収、編集プロダクション映芸、1998年5月発行、p. 157.
- 『ダムド・ファイル「あのトンネル」』、斉木晴子、角川書店、2004年1月 ISBN 4044396035 - 万田邦敏とともに原案